# 333508 Voiture
333508 Voiture este o planetă minoră (asteroid) din centura de asteroizi. A fost descoperită pe 31 mai 2005 la Saint-Sulpice de Observatoire de Saint-Sulpice⁠(d). 
Obiectul prezintă o orbită caracterizată de o semiaxă mare de 2,2537720028631 UAi, o excentricitate de 0,14, o înclinație de 7,8 ° în raport cu ecliptica.